# Diplocephalus algericus
Diplocephalus algericus är en spindelart som beskrevs av Robert Bosmans 1996. Diplocephalus algericus ingår i släktet Diplocephalus och familjen täckvävarspindlar.
Artens utbredningsområde är Algeriet. Inga underarter finns listade i Catalogue of Life.